# Модель Колба
Модель Колба — теория специалиста по психологии обучения взрослых Дэвида Колба, посвященная поэтапному формированию умственных действий. Она в различных вариациях широко применяется в ходе интерактивных уроков.
Теория обучения Колба содержит четыре основных стиля обучения, которые основаны на четырехэтапном учебном цикле (который может быть также интерпретирован как «учебный цикл»). В этом смысле модель Колба особенно элегантна, поскольку она предлагает способ понимания различных стилей обучения конкретных людей, а также объяснение цикла эмпирического обучения, применимого для всех нас.
Колб включает этот «цикл обучения» в качестве центрального принципа своей теории, в которой «непосредственный или конкретный опыт» является основой для «наблюдений и размышлений» (однако цикл Колба иногда может начинаться с других циклов, например, с мыслительного наблюдения или теории). Эти «наблюдения и размышления» ассимилируются и превращаются в «абстрактные концепции», обеспечивающие новый смысл действиям, которые можно «активно протестировать», что в свою очередь создает новый опыт.
Колб говорит, что в идеальной ситуации этот процесс представляет собой цикл обучения или спираль, в рамках которой обучающийся «знакомится со всеми основами», то есть цикл накопления личного опыта, обдумывания, размышления и действия. Непосредственный или конкретный опыт приводит к наблюдениям и размышлениям. Затем эти размышления ассимилируются (воспринимаются и преобразовываются) в абстрактные понятия, имеющие значение для действий, которые человек может активно испробовать и испытать, что позволяет получать новый опыт.
Таким образом, модель Колба работает на двух уровнях — четырехэтапный цикл:
1. Конкретный опыт (КО)
2. Мыслительные наблюдения (МН)
3. Абстрактная концептуализация (АК)
4. Активное экспериментирование (АЭ)

и определение стилей обучения на основе четырёх типов (каждый из которых представляет сочетание двух предпочитаемых стилей, а не матрицу «два-на-два» из четырехэтапного цикла стилей, как показано ниже), для которых Колб использовал следующие термины:
1. Отстранение (КО/МН)
2. Ассимиляция (АК/МН)
3. Конвергенция (АК/АЭ)
4. Приспособление (КО/АЭ)

## Схема Колба на уроке
Ниже примерно приведена одна из самых распространенных структур интерактивного урока, построенного согласно принципам Колба:

1. Мотивация и объявление новой темы — 10 % времени от общей длительности урока;

2. Закрепление (повторение) пройденного — 20 % времени от общей длительности урока;

3. Изучение нового материала — 50 % времени от общей длительности урока;

4. Оценивание — 10 % времени от общей длительности урока;

5. Подведение итогов урока (дебрифинг, рефлексия) — 10 % времени от общей длительности урока.

Временное распределение в данной схеме можно рассматривать условным, учитель может по своему усмотрению и в зависимости от особенностей урока продлевать или укорачивать те или иные этапы урока, однако желательно, чтобы все перечисленные качественные этапы урока сохранялись. Поясним каждый качественный этап урока более развернуто:

## Мотивация
Мотивация — начальный этап урока, призванный сконцентрировать внимание учащихся на изучаемом материале, заинтересовать их, показать необходимость или пользу изучения материала. От мотивации во многом зависит
эффективность усвоения учащимися учебного материала.

## Закрепление
Закрепление — важный этап урока, не только повышающий эффективность усвоения материала в целом, заинтересованность учащихся, но и формирующий в сознании учащихся последовательную логическую структуру знаний и методов, применяемых в данном предмете, а не разрозненную россыпь сведений.

## Изучение основного материала
Изучение основного материала — главный целевой этап урока, на котором учащиеся непосредственно получают новые знания. На этом этапе, как уже было сказано выше, учителем должны быть подобраны задания, при выполнении которых учащиеся получают необходимые знания, навыки и умения. При подборке заданий учителю желательно также помнить китайскую поговорку: «Я слышу и забываю, я вижу и запоминаю, я делаю и понимаю».

## Оценивание
Оценивание — важный стимулирующий компонент урока. Оценивание должно быть гибким, наглядным, непредвзятым и справедливым. Только в этом случае оно будет действовать, как стимулятор, в противном случае — оно может послужить основной причиной отторжения от предмета и падения заинтересованности, поэтому здесь надо быть особенно осторожным, применять методы коллективного оценивания, самооценивания, командного оценивания и т. д. Наиболее распространенный способ оценивания на интерактивных уроках — набор баллов и командное оценивание.

## Дебрифинг
Дебрифинг — подведение итогов урока. Заключительный этап урока, на котором обычно учитель спрашивает, что было эффективно на уроке, что — нет, собирает пожелания, замечания, и в итоге обобщает пройденное и побуждает к дальнейшему самостоятельному и более глубокому изучению материала.